# Kora devon
A kora devon a devon földtörténeti időszak három kora, amely 419,2 ± 3,2 millió évvel ezelőtt (mya) kezdődött a szilur időszak után, és 393,3 ± 1,2 mya végződött a középső devon kor kezdetekor. Kronosztratigráfiai megfelelője az alsó devon sorozat.

## Tagolása
A kora devon kort az alábbi három korszakra tagolják (a korábbitól a későbbi felé haladva):
- Lochkovi korszak: 419,2 ± 3,2 – 410,8 ± 2,8 Ma
- Prágai korszak: 410,8 ± 2,8 – 407,6 ± 2,6 Ma
- Emsi korszak: 407,6 ± 2,6 – 393,3 ± 1,2 Ma

## Meghatározása
A Nemzetközi Rétegtani Bizottság meghatározása szerint az alsó devon sorozat alapja (a kor kezdete) a Monograptus uniformis graptolitafaj megjelenésével kezdődik. A sorozat tetejét (a kor végét) a Polygnathus costatus partitus konodonta megjelenése jelzi.

## Élővilága
A kora devon idején (vagy már a késő szilurban) jelentek meg az ammoniteszek. 